# Yamaguchi Kei
Yamaguchi Kei (sinh ngày 11 tháng 6 năm 1983) là một cầu thủ bóng đá người Nhật Bản.

## Giải vô địch bóng đá U-20 thế giới
Yamaguchi Kei được triệu tập vào đội tuyển U-20 Nhật Bản tham dự Giải vô địch bóng đá U-20 thế giới 2003.